# Jack Parkinson
John "Jack" Parkinson, född september 1883, död 13 september 1942, var en engelsk fotbollsspelare som spelade i anfallet för Liverpool. Han gjorde även två landskamper för England.

## Meriter
Liverpool
- Engelska ligan: 1 gång (1904-1905)
- Skytteligavinnare i Engelska ligan: 1 gång (1909-1910)